# .ac
.ac دامنه اینترنتی جزایر اسنشن است.
این دامنه نیز مانند دامنه‌های .tv و .ws یک نام دامنه عمومی (مانند com. و .org) نیست، ولی بسیاری از مردم آن را به عنوان دامنه ای برای معرفی دانشگاه‌ها و مراکز آموزش عالی می‌شناسند.